# بيرتن فريمان
بيرتن فريمان (بالإنجليزية: Bert Freeman)‏ (1 أكتوبر 1885 في المملكة المتحدة - 11 أغسطس 1955) هو لاعب كرة قدم بريطاني (وحمل سابقاً جنسية المملكة المتحدة لبريطانيا العظمى وأيرلندا) في مركز الهجوم. شارك مع منتخب إنجلترا لكرة القدم. أما مع النوادي، فقد لعب مع أستون فيلا ونادي أرسنال ونادي إيفرتون ونادي بيرنلي ونادي كيترينغ تاون وWigan Borough F.C. ‏ ونادي كيدرمينستر هاريرز لكرة القدم.

## وصلات خارجية
- بيرتن فريمان على موقع ناشيونال فوتبول تيمز (الإنجليزية)